# Insight (série télévisée)
Pour les articles homonymes, voir Insight.
Insight est une série télévisée anthologique américaine en 273 épisodes de 24 minutes écrite par Michael Ray Rhodes et diffusée de octobre 1960 à 1984 en syndication.

## Distribution
- Ellwood Kieser (Lui-même) : Hôte de la série

## Liste des épisodes

### Saison 1 (1960-1961)
1. Ecce Homo
2. Diary of a Beatnick
3. Fisher of Men
4. The Martyr
5. Operation Dignity
6. The Children of Israel
7. Christian Marriage
8. Faith: A Reason to Live, A Reason to Die
9. Happiness
10. The Mass

### Saison 2 (1961-1962)
1. Breakthrough
2. The Agitator
3. Death and the Future Life
4. The Inner Life of God
5. Beelzebub & the Bolsheviks
6. Vision of Freedom
7. The Face of Tyranny
8. Sinners, Inc
9. Heart of Liberty
10. Christ, Caesar, Conscience
11. IOU, My Brother
12. Cross in Crisis

### Saison 3 (1962-1963)
1. The Ragpicker
2. Brothers in the Dark
3. The Status Seeker
4. The Phony
5. The Conspirator
6. The Tyrants
7. For Better or for Worse

### Saison 4 (1963-1964)
1. The Sophomore
2. The Capitalist
3. The Urchin
4. The Hermit
5. Boss Toad
6. The Invincible Weapon
7. The Kid Show
8. Cross of Russia
9. Jazz Hebraica

### Saison 5 (1965-1966)
1. A Thief Named Dismas
2. Bourbon in Suburbia
3. The Killer
4. The Prisoner
5. Trial by Fire
6. The Lovers
7. The Woodpile
8. The Edith Stein Story
9. The Hate Syndrome
10. The Boy and the Bomb
11. Truth About Time
12. Why Sparrows Fall
13. Politics Can Become a Habit

### Saison 6 (1966-1967)
1. Leroy
2. And Who Has Ever Seen Xanadu ?
3. A Reason to Live
4. Thunder in Munich
5. The Highest Bidder
6. A Funny Thing Happened on the Way
7. Killer
8. Fabric of Freedom
9. Seed of Dissent
10. A Small Statistic
11. The Thousand-Mile Journey
12. Dry Commitment
13. Stranger in my Shoes
14. The Hang-Up
15. Where Were You During the Battle of the Bulge, Kid ?
16. The Dog That Bit You
17. Locusts Have No King
18. Murder in the Family
19. Why Does God Allow Men to Suffer ?
20. Don't Let Me Catch You Praying
21. Sinners Incorporated
22. The Nitty Gritty Once and Future Now

### Saison 7 (1967-1968)
1. Some Talks About Pool Rooms and Gin Mills
2. All the Little Plumes in Pain
3. Fat Hands and a Diamond Ring
4. The Right-Handed World
5. With a Long Gray Beard
6. Crisis
7. The Fire Within
8. The World, The Campus and Sister Lucy Ann
9. He Lived with Us, He Ate with Us, What Else, Dear ?
10. Mummy
11. The Late Great God
12. Watts Made Out of Thread
13. The Oleander Years
14. The Least of My Brothers
15. The Governor's Mansion
16. The Porous Curtain
17. Three Cornered Flag
18. The Sandalmaker
19. Look Back to the Garden
20. Madam
21. The 34th Hour
22. Mr Johnson's Had the Course
23. The Ballad of Alma Gerlayne
24. The Ghetto Trap
25. Don't Elbow Me Off the Earth

### Saison 8 (1968-1969)
1. Confrontation
2. Sam
3. The Death of Simon Jackson
4. The Poker Game
5. The White Star Garage
6. Consider the Zebra
7. No Tears for Kelsey
8. Tuesday Night Is the Loneliest Night of the Week
9. Exit
10. Charlie, You Made the Night Too Long
11. The Coffee House
12. A Thousand Red Flowers
13. All the Things I've Never Liked
14. Snow in Summer

### Saison 9 (1969-1970)
1. Is the 11:59 Late This Year ?
2. Chipper
3. The Day God Died
4. Cry of Terror
5. The 7 Minute Life of James Houseworthy
6. Incident on Danker Street
7. The Dangerous Airs of Amy Clark
8. Old King Cole
9. Prometheus Bound
10. A Woman of Principle
11. Hey, Hey, Billy Raye
12. The Greatest Madness of Them All

### Saison 10 (1970-1971)
1. The Whole Damm Human Race and One More
2. Prince of Apple Towns
3. The Clown of Freedom
4. The War of the Eggs
5. Death of an Elephant
6. The Wrinkle Squad
7. A Man Called Don
8. Friends
9. Prayer from the Abyss
10. No More Mananas
11. Bird on the Mast
12. Man in the Middle
13. The Crisis
14. The Immigrant
15. Intrusion

### Saison 11 (1971-1972)
1. The Party
2. Ride a Turquoise Pony
3. Why Don't You Call Me Skipper Anymore ?
4. The Freak
5. A Box for Mr. Lipton
6. The System
7. Love Song of the Cuckoo Birds
8. Nobody Loves a Rich Uncle
9. I'm Gonna Be Free
10. Graduation Day
11. The Jesus Song
12. The Death of Superman

### Saison 12 (1973)
1. Eye of the Camel
2. Roomates on a Rainy Day
3. Truck Stop
4. The Coming of the Clone
5. Happy Birthday Marvin
6. Reunion
7. Attention Must Be Paid
8. Bloodstrike
9. The Resurrection of Joe Hammond
10. Hey, Janitor
11. Celebration in Fresh Powder

### Saison 13 (1974)
1. Ginny
2. Eddy
3. Crunch on Spruce Street
4. The Crime of Innocence
5. The Theft
6. And the Walls Came Tumblin' Down
7. The One-Armed Man
8. When You See Arcturus
9. The Man Who Went Blue Sky
10. Mohawk
11. Skid Row
12. The King of the Penny Arcade

### Saison 14 (1974-1975)
1. Five Without Faces
2. Resuscitation
3. Hunger Knows My Name
4. Out of the Depths
5. Seventeen Forever
6. The Last of the Great Male Chauvinists
7. The Prodigal Father
8. Welcome Home
9. Class Reunion
10. The Incredible Man
11. The Placement Service
12. The Pendulum
13. Somewhere Before
14. The Man from Inner Space
15. Hellhound Blues

### Saison 15 (1976)
1. Cum Laude, Come Lonely
2. Rehearsal
3. His Feet Don't Stink
4. Blind Man's Bluff
5. Juvie
6. The Man in the Cast Iron Suit
7. For the Love of Annie
8. Jesus B.C.
9. All Out
10. Girl in Freefall

### Saison 16 (1976-1977)
1. Reunited
2. The Picture in Sobel's Window
3. This Side of Eden
4. The Sex Game
5. The Alleluia Kid
6. The Turn On
7. I Want to Die
8. She's Waiting for Us
9. Arnstein's Miracle
10. The Secret

### Saison 17 (1977-1978)
1. A Slight Drinking Problem
2. Christmas 2025
3. Man of the Year
4. Religious Program
5. Is Anyone Listening ?
6. Second Chorus
7. Just Before Eve
8. Belfast, Black on Green
9. Loser Take All
10. The Flawed Magi

### Saison 18 (1978-1979)
1. Things Are Different Now
2. It Can't Happen to Me
3. The Man Who Mugged God
4. When, Jenny? When ?
5. This One for Dad
6. Plus Time Served
7. A Slight Change in Plans
8. Holy Moses

### Saison 19 (1979-1980)
1. Checkmate
2. A Family of Winners
3. Packy
4. A Friend in Deed
5. Soup Man
6. Who Loves Amy Tonight ?
7. Resurrection
8. Chicken
9. Cargoes
10. Princess
11. Mr. and Mrs. Bliss
12. Thea
13. Unfinished Business

### Saison 20 (1980-1981)
1. A Long Road Home
2. God in the Dock
3. 17 Going On Nowhere
4. Rendezvous
5. The Domino Effect
6. When Heroes Fall
7. A Step Too Slow
8. Missing Persons Bureau
9. God's Guerillas
10. Goodbye
11. A Decision to Love

### Saison 21 (1981-1982)
1. The Needle's Eye
2. The Sixth Day
3. Little Miseries
4. Hang Tight, Willy Bill
5. Teddy
6. Matchpoint
7. For Love or Money
8. Leave Me Alone, God

### Saison 22 (1982-1983)
1. The Fiddler
2. A Gun for Mandy
3. Every 90 Seconds
4. So Little Time
5. Butterfly
6. Clearing House

### Saison 23 (1983-1984)
1. The Day Everything Went Wrong
2. The Hit Man
3. Dutton's Choice
4. The Pilot
5. Courage

### Saison 24 (1984)
1. The Game Room
2. The Great Chastity Experiment
3. The Trouble With Grandpa